# Dissepiment

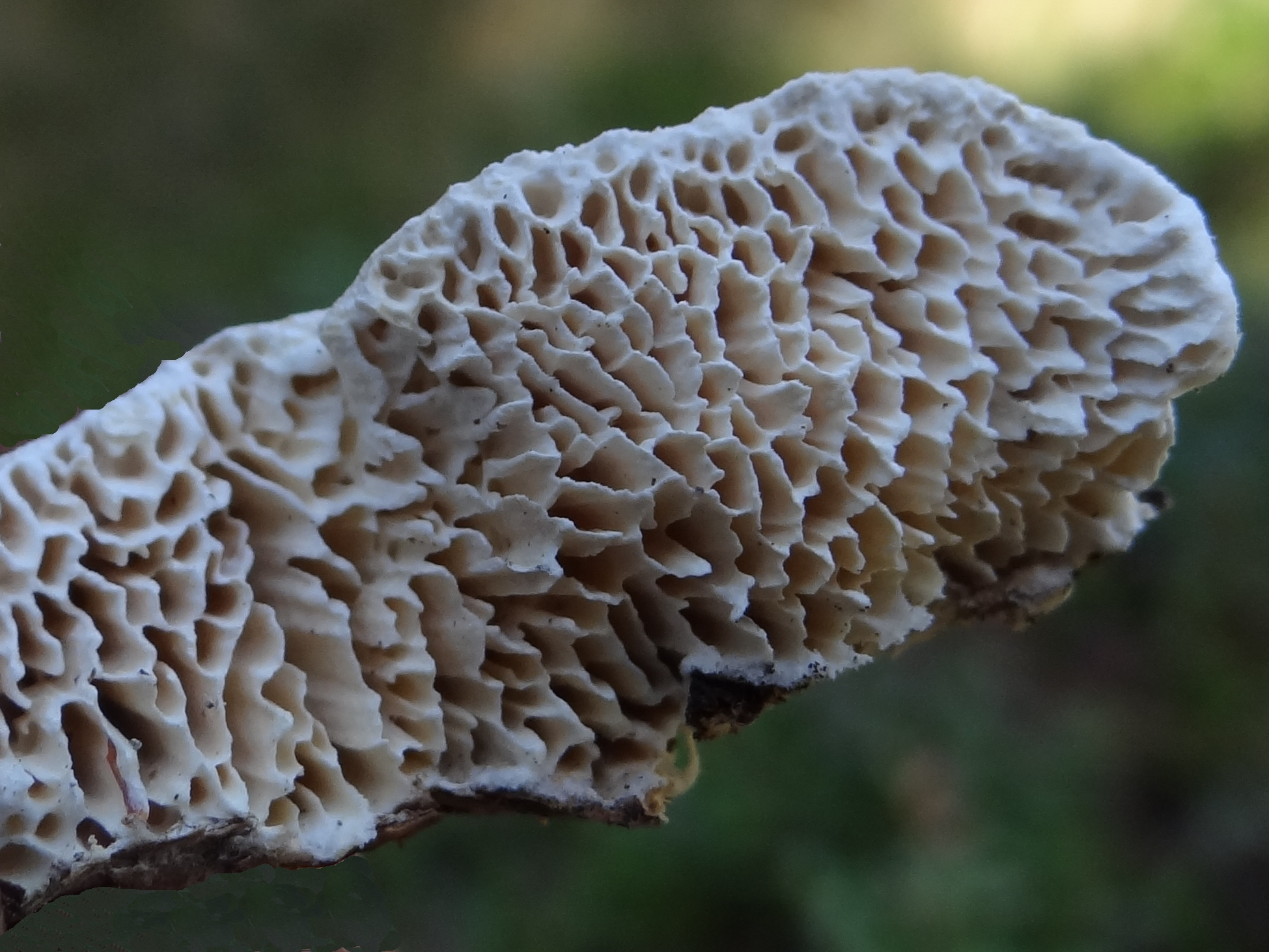
Pory i dissepiments u jamkówki różnokształtnej

Dissepiment (l. mn. dissepimets) – w biologii słowo oznaczające przegrodę między różnymi elementami budowy organizmów. Może oznaczać ścianę komórki, różnego rodzaju jej wypustki, prawdziwe lub rzekome. W mykologii słowo dissepiment jest używane do określenia przegrody między porami w rurkach, czasami tłumaczone na język polski jako „ostrze porów”. Budowa dissepiment ma znaczenie przy oznaczaniu gatunków, zwłaszcza poliporoidalnych i kortycjoidalnych.